# Комаровское сельское поселение (Пермский край)
Комаро́вское се́льское поселе́ние — муниципальное образование в Осинском районе Пермского края Российской Федерации.
Административный центр — село Комарово.

## Географическое положение
Поселение граничит с Горским сельским поселением, Пальским сельским поселением, Гремячинским сельским поселением и Кунгурским районом.
Площадь поселения — 87,46 км².

## Символика
Решением Совета депутатов Комаровского сельского поселения № 20 от 24 мая 2012 года утверждены герб и флаг поселения. Герб внесён в Государственный геральдический регистр РФ под № 7806. Флаг внесён в Государственный геральдический регистр РФ под № 7807.
Описание герба: «В лазоревом поле пониженный волнистый пояс, сопровождаемый вверху волнистым же столбом и стоящими на нем по обе стороны столба сообращенными бобрами; все фигуры серебряные».
Описание флага: «Прямоугольное полотнище голубого цвета с отношением ширины к длине 2:3, воспроизводящее композицию из герба Комаровского сельского поселения, выполненную в белом и сером цветах».

## История
Статус и границы сельского поселения установлены Законом Пермской области от 10 ноября 2004 года № 1717-348 «Об утверждении границ и о наделении статусом муниципальных образований Осинского района Пермской области»

## Население
| 2010 | 2012 | 2013 | 2014 | 2015 | 2016 | 2017 |
| ---- | ---- | ---- | ---- | ---- | ---- | ---- |
| 811  | ↗846 | ↗848 | ↘814 | ↘808 | ↘798 | ↘774 |
| 2018 | 2019 |      |      |      |      |      |
| ↘740 | ↘717 |      |      |      |      |      |

По данным переписи 2010 года численность населения составляла 811 человек, в том числе 402 мужчины и 409 женщин.

## Состав сельского поселения
| № | Населённый пункт | Тип населённого пункта       | Население |
| - | ---------------- | ---------------------------- | --------- |
| 1 | Каменка          | деревня                      | 5         |
| 2 | Комарово         | село, административный центр | 451       |
| 3 | Лесной           | посёлок                      | 296       |
| 4 | Новое Городище   | деревня                      | 0         |
| 5 | Песьянка         | посёлок                      | 39        |
| 6 | Рогово           | деревня                      | 1         |
| 7 | Старое Городище  | деревня                      | 19        |

## Экономика
ООО «Партнер».

## Объекты социальной сферы
Объекты социальной сферы:
- МОУ «Комаровская средняя общеобразовательная школа»;
- МУ «Комаровский информационно-культурный центр».